# Пистоја
Пистоја (итал. Pistoia) град је у средишњој Италији. Пистоја је највећи град и средиште истоименог округа Пистоја у оквиру италијанске покрајине Тоскана.
Град Пистоја је познат по расадницима украсних биљака.

## Природне одлике
Град Пистоја налази се у средишњем делу Италије, 35 км северозападно од Фиренце, седишта покрајине. Град се налази у долини реке Омброне Пистојезе, главне притоке реке Арно. Град се сместио на првим бреговима изнад равнице дуж реке Арно, која се пружа јужно од града. Северно од града се издижу Апенини.

## Становништво
Према резултатима пописа становништва 2011. у општини је живело 89.101 становника.
| 1931.  | 1936.  | 1951.  | 1961.  | 1971.  | 1981.  | 1991.  | 2001.  | 2011.  |
| ------ | ------ | ------ | ------ | ------ | ------ | ------ | ------ | ------ |
| 72.553 | 71.963 | 77.783 | 84.561 | 93.185 | 92.274 | 87.830 | 84.274 | 89.101 |

Пистоја данас има око 90.000 становника, махом Италијана. Током протеклих деценија у град се доселило много досељеника из иностранства.

## Пистоја-Пиштољ
Реч "пиштољ" води порекло од имена града Пистоје. Производња овог оружја започета је у граду веома рано, у 16. веку.

## Партнерски градови
- Крушевац
- Палермо
- Бејт Сахур
- По
- Онешти
- Ширакава

## Галерија
- Кнежевска зграда
- Градска катедрала
- Једна од страих палата
- Улица старе Пистоје